# Автомобильная промышленность Узбекистана

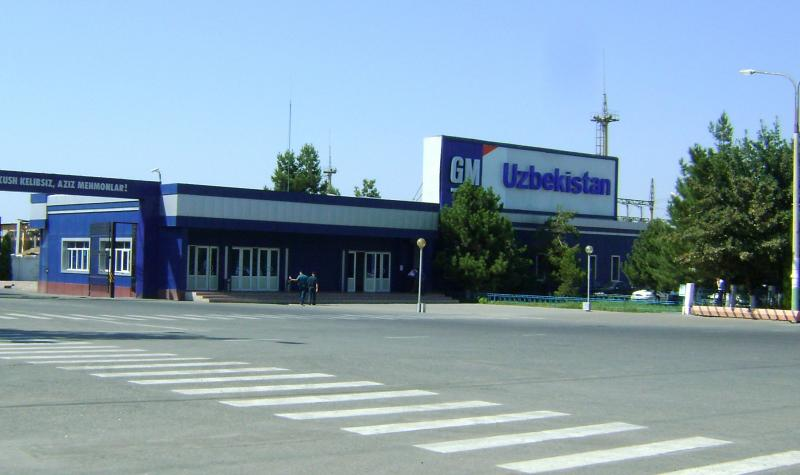
Проходная автомобильного завода GM Uzbekistan.

Автомобильная промышленность занимает одно из ведущих мест в экономике Узбекистана. В этой отрасли занято значительное число населения страны. Ежегодно производится до 250 тысяч автомобилей, (после нескольких лет падения производства в 2023 году выпуск автомобилей достиг 395,83 тысяч единиц). Автомобильная промышленность Узбекистана занимает 28-е — 37-е места среди стран производящих автотранспортные средства и по этому показателю находится на втором месте после автопромышленности России на постсоветском пространстве и на первом месте среди стран Центральной Азии. Узбекистан с 1998 года является членом Международной организации производителей автотранспорта (OICA).

## История
В советское время на территории Узбекской ССР не располагалось автомобилестроительных заводов СССР. В Ташкенте находился завод по производству тракторов, основанный в 1942 году. Там же существовал 1-й авторемонтный завод, занимавшийся капитальным ремонтом грузовых автомобили, а так же изготавливал автобусные кузова на шасси ГАЗ-51. Ташкентское предприятие ПО «Ташавтомаш» изготавливал автомобильные полуприцепы для перевозки хлопка-сырца. Вревский авторемонтный завод занимался переоборудованием грузовых автомобилей ЗИЛ-164 и прицепов к ним, также, для перевозки хлопка-сырца. Асакинский завод прицепов изготавливал тракторные прицепы. В Андижане существовал завод ирригационных машин, выпускавший топливные автоцистерны на базе грузовиков УралЗИС-355М, ГАЗ-53Ф и ГАЗ-53А. Также в Андижанской области, в посёлке Куйганяр существовал опытно-экспериментальный завод «Минхозвода УзССР», выпускавших вахтовые автомобили типа ПДП на базе УАЗ. Бектемирские экспериментальные ремонтно-механические мастерские изготавливали автомастерские технической помощи ГОСНИТИ-2.
В первые же годы после обретения Узбекистаном независимости в 1991 году в стране появились планы по строительству автомобильных заводов. Так в июне 1992 года Президент Республики Узбекистан — Ислам Каримов в ходе своего официального визита в Южную Корею, посетил заводы «Daewoo», а в 1993 году между правительством Узбекистана и корпорацией «Daewoo» была достигнута взаимная договорённость, и в 1994 году между южнокорейской «Daewoo» и компанией UzAutoSanoat было образовано совместное автомобилестроительное предприятие — «UzDaewooAuto». В результате достигнутых соглашений производство автомобилей началось в 1996 году на специально построенном заводе города Асака который находится в Андижанской области Узбекистана. До открытия завода работники нового завода прошли стажировку в корпорации «Daewoo» и других автомобильных компаниях мира. С запуском завода в Асаке Узбекистан стал 21-й страной в мире с создавшей свой автопром.
В 1996 году было образовано совместное турецко-узбекское предприятие «СамКочавто» для производства автобусов и грузовых автомобилей. В 2006 году турецкую долю компании выкупила государственная UzAutoSanoat и компания стала называться ООО «СамАвто».
Со временем UzAutoSanoat превратился крупный автомобильный холдинг, который включил в себя множество различных автомобилестроительных предприятий и заводов страны. Спрос на авто у населения постепенно менялся в сторону автомобилей работающих на газу в силу его дешевизны.
В 2008 году в ходе реструктуризации правопреемником корейской доли «UzDaewooAuto» стал General Motors, таким образом совместная узбекско-американская компания стала называться стал GM Uzbekistan. 2019 году компанию полностью переименовали на UzAutoMotors. 
В 2009 году в Узбекистане, в составе холдинга UzAutoSanoat, было образовано совместное узбекско-немецкое предприятие MAN Auto-Uzbekistan для производства грузовиков, спецтехники и прицепов марки MAN.
Хотя Узбекистан экспортировал свою автомобильную продукцию уже многие годы, однако подавляющая часть продукции все же уходила на местный рынок. Так, на 2018 год, процент автомобилизации в стране оставался все ещё низким (75 единиц техники на тысячу человек). 
В 2018 году в стране появились планы по налаживанию производства электромобилей. Узбекская сторона планировала организовать производства как собственными силами, так и с участием иностранных компаний. С 2018 года велись переговоры с такими китайскими компаниями как Changan, Henan Suda, Hong Kong ZRSC Technology, корейской Rooper teikom Co. Ltd, Songuo Mobility Innovation Co. Ltd. В тоже время на высшем уровне в Узбекистане обсуждались меры по скорейшему созданию производства электромобилей в стране. В 2022 году президент Узбекистана Шавкат Мирзиёев подписал указ о поддержке отечественных производителей электромобилей и гибридных авто, включая такие меры как обнуление таможенных пошлин на компоненты, освобождение электротранспорта местного производства от утилизационного сбора и прочее.
В 2022 году было организовано совестное китайско-узбекское предприятие BYD Uzbekistan Factory. Новый завод в Джизаке стал первым предприятием по сборке легковых автомобилей от китайской компании BYD за пределами Китая. В 2024 году завод выпустил первые автомобили, которыми стали электрические и гибридный модели — BYD Chazor и BYD Song Plus Champion.    

## Предприятия

### UzAutoSanoat
UzAutoSanoat — холдинговая компания, контролирующая автомобильные производственные предприятия крупноузловой сборки (SKD) UzAutoMotors, Самаркандский автомобильный завод, MAN Auto-Uzbekistan, Сырдарьинский автомобильный завод, «GM powertrain Uzbekistan» и автопредприятия локализации и компонентов, была создана дилерская сеть по Узбекистану и странам СНГ.
Предприятия и заводы UzAutoSanoat
1. SamAuto-автобусы и грузовики Isuzu в Самарканде;
2. MAN Auto-Uzbekistan-грузовики MAN в Самарканде;
3. UzAutoMotors
  1. Ravon: Matiz,Gentra, R3 Nexia, R2 Spark, R4Cobalt в Асакинском заводе GM Uzbekistan,
  2. Chevrolet: Damas, Labo, Orlando в Хорезмском автомобильном заводе GM Uzbekistan;
4. GM Powertrain Uzbekistan[14] в Ташкенте;
5. UzKodji[15]-Андижанская область;
6. Uz-Tong xong KO[16]-Андижанская область;
7. Uz-Semyung ko-город Андижан;
8. Uz-Koram KO[17]-город Андижан;
9. Uz Dong-won[18]-город Асака;
10. Uz Dong-yang kompani[19]-город Андижан;
11. Avtooyna[20]-город Фергана;
12. O’zeraecable[21]-город Навоий;
13. UzXanvu-Андижанская область;
14. Toshafus[22]-город Ташкент;
15. Avtokomponent[23]-город Асака;
16. Idas Electronics System-город Андижан;
17. UzAuto Trailer[24]-город Ташкент;
18. Sendwich Panel-город Ташкент;
19. Avtosanoat-Sepla[25] город Ташкент;
20. O’zminda[26]-город Навоий;
21. O’zAuto Austem[27]-город Андижан;
22. Auto Fortis-город Андижан;
23. Джиззакский аккумуляторный завод[28]-город Джиззак;
24. AvtoSanoat Komponent-город Коканд;
25. Kvangjin Ausistems[29]-город Такшент;
26. O’zeraeAlternator-город Навоий;
27. O’zErae Climate Control[30]-город Андижан;
28. Uzsungwoo[31]-город Фергана;
29. Uz-Dongju KO[32]-город Андижан;
30. Uzchasis[33]-город Наманган;
31. BYD Uzbekistan Factory, (60% принадлежит UzAutoSanoat и 40% — BYD Europe)[12].
32. Сырдарьинский автомобильный завод

### UzDaewooAuto, UzAutoMotors и Ravon
Материнская компания — UzAutoSanoat. Производство компании действует в городе Асака Андижанской области, в городе Ташкенте, в городе Питнак Хорезмской области, на созданном «с нуля», крупнейшем в постсоветской Центральной Азии автозаводе проектной мощностью 250 тысяч единиц в год.
Компания UzDaewooAuto была основана в 1993 году и начала производство на сооружённом автозаводе 19 июля 1996 года. Продукция компании полностью удовлетворила спрос на автомобили этих классов в Узбекистане и широко распространилась по экспорту в страны СНГ, Грузию, Афганистан и Пакистан. Персонал завода регулярно проходит полную стажировку по своей специальности в компании Daewoo, General Motors и в других автомобильных компаниях мира.
По проекту автозавод должен был выйти на проектную мощность 250 тысяч машин в год уже в 2002 году, который, однако, был достигнут только в начале 2010-х гг., а затем резко упал. Одной из многих причин явились банкротство южнокорейского партнёра, и снижение интереса его дальнейшего вхождения в американский концерн General Motors. Также выявились значительные экономические просчёты по объёмам реализации продукции завода, что явилось следствием низкой покупательной способности населения — объёмы внутреннего спроса в стране не достигли запланированного уровня. При этом экспорт в страны СНГ упал ввиду конкурентного массового импорта в них и создания в России и на Украине новых автосборочных заводов, в том числе той же Daewoo с теми же моделями, а также разразившегося экономического кризиса в 2008 году. Позже экономические и политические санкции в отношении ряда западных стран в отношении Российской Федерации, повлекшие за собой рост курса доллара по отношению к рублю, привели к массовому обвалу продаж автомобилей на российском рынке, что не могло не отразиться на экономической стабильности АО «ДжиЭм Узбекистан». Кризис перепроизводства привел к накоплению больших запасов экспортных автомобилей на региональных складах в Ферганской долине, а также приостановки деятельности Асакинского завода на месяц в августе 2015 года.
В 2008 году между АК Узавтосаноат и американским концерном General Motors, поглотившим после банкротства и реорганизации концерна Daewoo в 2002 году в GM DAT (позже в GM Korea), была основана компания АО «ДжиЭм Узбекистан», являющейся правопреемницей UzDaewooAuto, а автомобили Daewoo начали производиться под маркой Chevrolet. Бренд и сеть продаж в странах СНГ сохранили название UzDaewoo, из-за заключенных ранее долгосрочных соглашениях о беспошлинной ввозе и торговли легковыми автомобилями между странами произведенных, указанными в соглашении компаниями стран СНГ.Был выпущен миллионный автомобиль.
24 мая 2013 года в Москве был представлен новый седан С-класса под названием Daewoo Gentra (не путать с оригинальной Daewoo Gentra корейского производства — ребрендинговое название Chevrolet Aveo T250), так как реализуется дилерской сетью UzDaewooAuto. В Узбекистане модель оставила старое название Chevrolet Lacetti. Российскому покупателю базовая комплектация Daewoo Gentra обойдется в 399 000 рублей. Уже в базовой комплектации новинка получил две подушки безопасности, гидроусилитель руля, противотуманные фары, 4 электро стеклоподъемника и кондиционер. В список опций войдут ABS, аудиосистема, подогрев передних сидений и люк в крыше. В апреле 2014 года был выпущен двухмиллионный автомобиль UzDaewoo.
В начале 2014 года модель Chevrolet Damas была снята с производства на завода в г. Асака и переведена на новый || Хорезмский автомобильный завод GM Uzbekistan, где так же была налажена крупноузловая (SKD) сборка автомобилей Chevrolet Orlando. С сентября 2015 года на том же заводе вновь приступили к сборке автомобиля Chevrolet Labo, снятого с производства в 2004 г. С октября 2015 года модели Chevrolet Spark, Daewoo Gentra и Chevrolet Matiz производится под национальной маркой Ravon.

В 2016 году было запущено производство Ravon Nexia (на внутреннем рынке Chevrolet Nexia) а Chevrolet Cobalt изменен на Ravon R4. Производство марки Daewoo полностью остановлено, что резко отразилось на выпуске автопрома.
Импортные модели:
- Chevrolet Malibu - 9-поколения (2018–н.в)
- Chevrolet Trailblazer 2-поколения (facelift) (2020–н.в)
- Chevrolet Tahoe - 5-поколения (2020–н.в)
- Chevrolet Equinox - 3-поколения (facelift) (2020–н.в)
- Chevrolet Traverse - 2-поколения (facelift) (2020–н.в)
- Chevrolet Captiva - 2nd generation (Baojun 530) (2021-н.в)

Премиум модели как Chevrolet Malibu, Chevrolet Trailblazer, Chevrolet tahoe, Chevrolet Equinox, Chevrolet Traverse, Chevrolet Captiva компания импортирует как полноценные автомобили официально.
Заводы UzAutoMotors по производству 2017 года
Асакинский автомобильный завод UzAutoMotors:
Ravon Matiz, Ravon Gentra, Ravon Nexia, Ravon R2, Ravon R4. Onix, Tracker
Хорезмский автомобильный завод UzAutoMotors:
Chevrolet Damas, Chevrolet Labo, Chevrolet Orlando.
Статистика производства марок UzDaewoo и UzAutomotors
| май 2001 года     | 250 000    |
| октябрь 2005 года | 500 000    |
| июль 2007 года    | 750 000    |
| ноябрь 2008 года  | 1 000 0000 |
| апрель 2014 года  | 2 000 0000 |

| Годы производства     | Марка и модель         |
| --------------------- | ---------------------- |
| 1996—н. в.            | Chevrolet Damas        |
| 1996—2004, 2015—н. в. | Chevrolet Labo         |
| 1996—2003             | Daewoo Tico            |
| 2001—н. в.            | Ravon Matiz            |
| 1996—2008             | Daewoo Nexia           |
| 2008—2016             | Daewoo Nexia II        |
| 2003—2011             | Chevrolet Lacetti      |
| 2007—2012             | Chevrolet Epica        |
| 2008—2009             | Chevrolet Tacuma       |
| 2010—н. в.            | Ravon R2               |
| 2012—н. в.            | Ravon R4               |
| 2013—н. в.            | Ravon Gentra (Lacetti) |
| 2014—2018             | Chevrolet Orlando      |
| 2016—н. в.            | Ravon Nexia            |

## SamAuto
Самаркандский автомобильный завод был организован в 1996 году для производства автобусов средней вместимости и грузовиков малой и средней грузоподъемности. Начал деятельность с 19 марта 1999 года. С 1999 по 2006 годы автомашины производились под маркой Otoyol договорно с Koç Holding, а с 2006 по настоящее время под маркой Isuzu. Настоящее время завод производит 4 модели автобусов и 5 моделей грузовиков. Материнская компания — UzAutoSanoat.

### MAN Auto-Uzbekistan

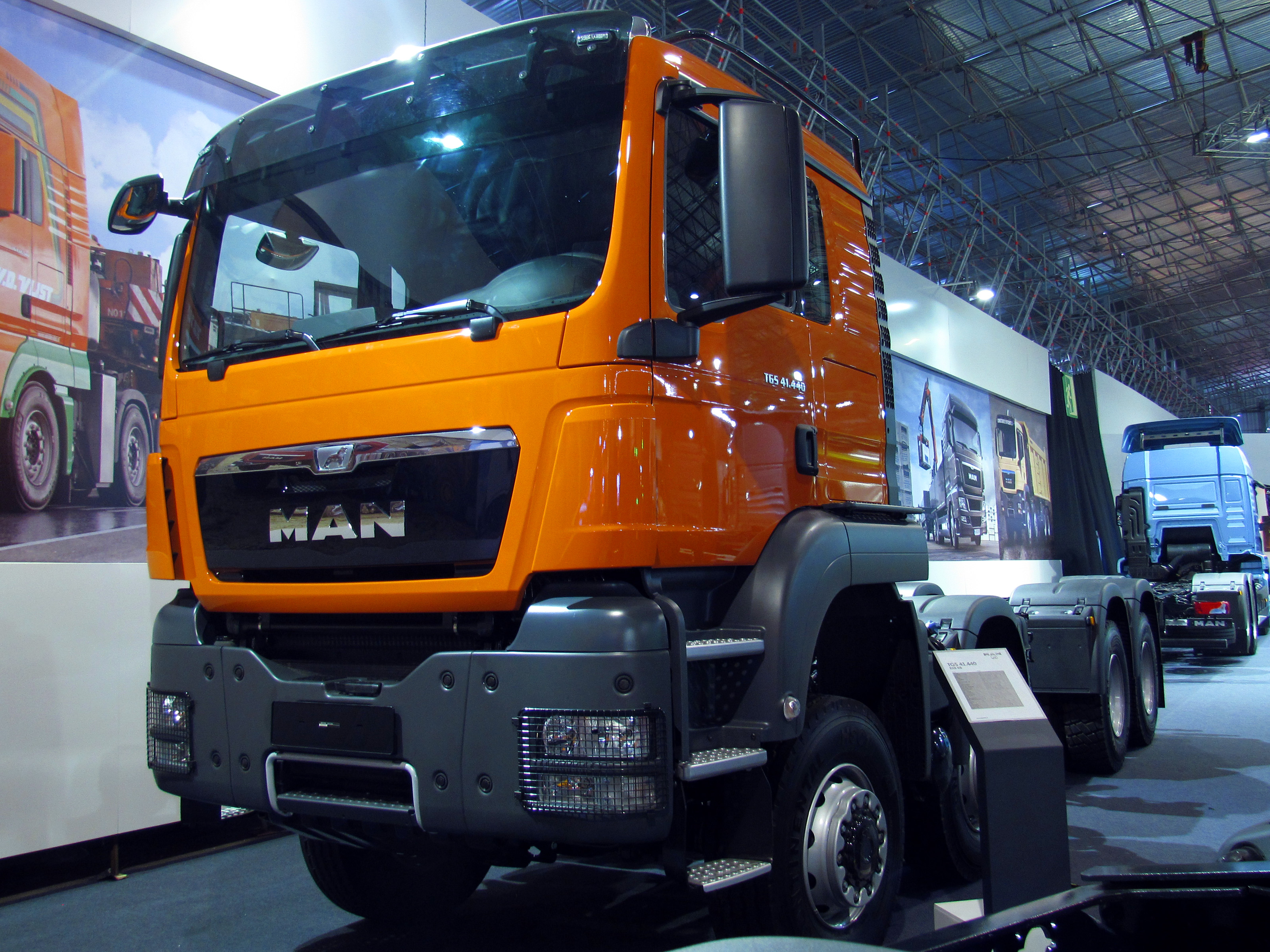
MAN TGS 41.440

Совместное узбекско-немецкое предприятие для производства грузовиков, спецтехники и прицепов марки «MAN». Предприятие основано в августе 2009 года между узбекской компанией UzAutoSanoat и компанией MAN. Завод расположен на окраине города Самарканд. Материнская компания — UzAutoSanoat.
Соответствующее соглашение для образования совместного предприятия было достигнуто 4 сентября 2009 года в резиденции Президента Республики Узбекистана — Оксарое. Во время подписания договора присутствовали Президент Республики Узбекистан — Ислам Каримов, председатель компании «УзАвтоСаноат» — Улугбек Рузикулов и тогдашний генеральный директор компании «MAN» — Хокан Самуэльссон. Для работы в новом предприятии, рабочий персонал был обучен немецкими специалистами для качественной и правильной сборки грузовиков. Сборка грузовиков началась в день подписания договора. Сборка грузовиков с 2009 по 2012 годы осуществлялся в Самаркандском автомобильном заводе а с 2012 года по настоящее время отдельно построенном заводе в Джамбайском районе Самаркандской области.
Согласно плану, в год будет выпускаться от 500 до 1500 единиц грузовиков. Для продажи грузовиков, компанией UzAutoSanoat была создана отдельная дилерская сеть по всему Узбекистану. Также грузовики экспортируются в страны СНГ.

### Нереализованный проект сотрудничества с Land Rover
Британо-турецко-узбекское предприятие по сборке внедорожников марки Land Rover. Проект должен был стартовать в мае 2003 года, впоследствии тихо свёрнут и отменён.
Сборка внедорожников планировалась осуществляться на заводе SamAuto в городе Самарканде. На различных этапах своей деятельности Самаркандский автомобильный завод осуществлял сборку грузовиков, автобусов и спецтехники марки Isuzu. До упразднения здесь также базировалась компания «SamKocAuto».
Разрабатывалось технико-экономическое обоснование для осуществления проекта в рамках плана развития компании. На начальном этапе планировалось собирать до 100 машин в год, для этого в проект было инвестировано около 10 миллионов долларов США. В дальнейшем намечено увеличение мощности до 750 в год. Комплектующие для сборки внедорожников Land Rover, как ожидалось, должны поступать с турецких заводов Land Rover. На заводе предполагалось собирать многоцелевой полноприводный внедорожник Land Rover Defender.

## BYD Uzbekistan Factory
В 2010—2020 годы электрические и гибридные автомобили стали набирать популярность среди жителей Узбекистана. В 2018 году в стране появились планы по налаживанию местного производства электрокаров и начался поиск потенциальных компаний для этих целей. В 2022 году стало известно о начале сотрудничества с, на тот момент, одним из крупнейших компанией по производству электромобилей в мире — BYD. В 2022 году было организовано совестно китайско-узбекское предприятие BYD Uzbekistan Factory (40°09′00″ с. ш. 67°53′57″ в. д.), где 60% принадлежит UzAutoSanoat и 40% — BYD Europe. Построенный за два года завод в Джизаке стал первым заводом по сборке  легковых автомобилей китайской компании BYD за пределами Китая. Годовая мощность производства на первом этапе составила 50 тысяч единиц, с планами достичь ко второму этапу 200 тысяч (в 2027—2028 годах) и третьему — 500 тысяч единиц (с 2030 года). 27 июня 2024 года завод выпустил первые автомобили. Производимый ряд — седан класса-С BYD Chazor и гибридный кроссовер — BYD Song Plus Champion (в дальнейшем в планах расширение модельного ряда). В июле 2024 года стало известно о возможной сборке моделей — BYD Seagull и BYD e2.

## ADM JIZZAKH[56]
Автомобильный завод, расположенный в свободной экономической зоне (СЭЗ) «Джизак». Официально открыт в 2020 году в рамках инвестиционного соглашения между частными узбекскими инвесторами и южнокорейской компанией Kia Motors. Проект был реализован с целью организации производства современных легковых автомобилей Kia для внутреннего рынка Узбекистана и стран СНГ.
Предприятие построено с учётом международных стандартов автопроизводства и оснащено современными сборочными линиями. На заводе применяется метод крупноузловой сборки (SKD) с постепенным переходом к мелкоузловой сборке (CKD), что позволяет локализовать производство отдельных узлов и компонентов на территории страны.
С 2021 года ADM Jizzakh выпускает несколько моделей Kia, включая Kia K5, Kia K8, Kia Sorento, Kia Sportage, Kia Seltos и Kia Sonet . Мощности предприятия рассчитаны на производство до 25 000 автомобилей в год с возможностью увеличения объёмов.
Несмотря на то, что ADM Jizzakh не входит в состав акционерного общества «Узавтосаноат», завод считается частью автомобильной промышленности Узбекистана, так как он находится в стране, использует местную рабочую силу, платит налоги в бюджет и вносит вклад в развитие локальной индустрии.

## Asaka Motors

### Сборка автомобилейHyundai[58]
Asaka Motors International и корейский автомобильная компания Hyundai Motor Company заключили партнёрство по производству автомобилей Hyundai на территории Узбекистана, в Сырдарьинской области. Проект стартовал в апреле 2024 года. На заводе Asaka Motors, расположенном в Сырдарьинской области, с мая 2024 года начато SKD-сборка автомобилей Hyundai под брендом Asaka Motors. В рамках первого этапа производства собирались модели:
- Hyundai Elantra
- Sonata
- Tucson
- Santa Fe
- Staria   Также идёт работа над полным локальным производством — сварка, покраска и финальная сборка, а рядом планирован кластер по изготовлению авто комплектующих.

### Производство автомобилейExeed[59]
В мае 2023 года был официально запущен завод Asaka Motors по сборке кроссоверов Exeed — моделей VX, TXL и LX.
- Начальная мощность: до 20 000 автомобилей в год (SKD).
- В перспективе: до 150 000 автомобилей при полном цикле сборки (CKD).   Это предприятие включает современные технологии, способствует созданию рабочих мест и усилению экономического роста региона

## Галерея

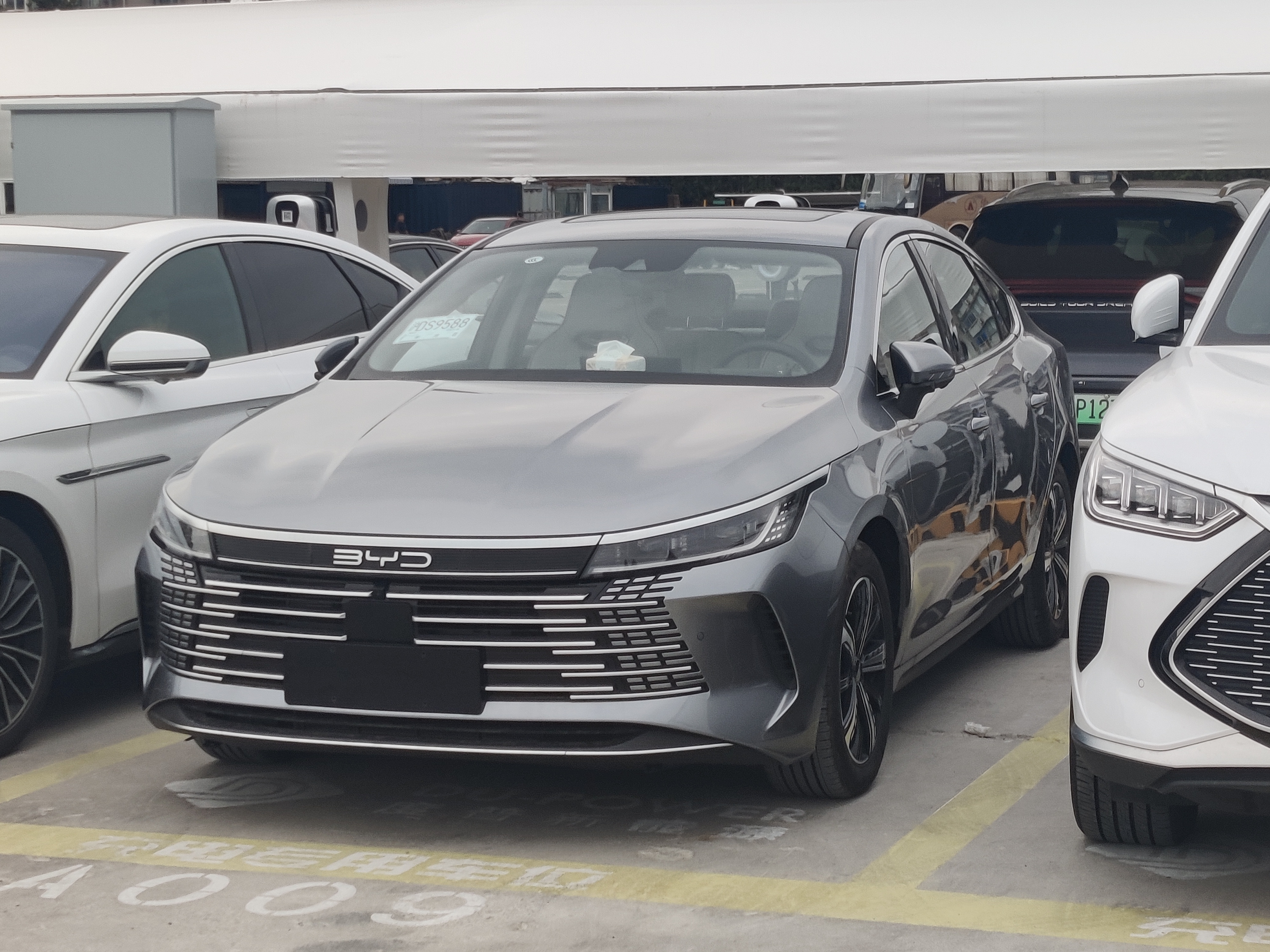
Byd Chazor
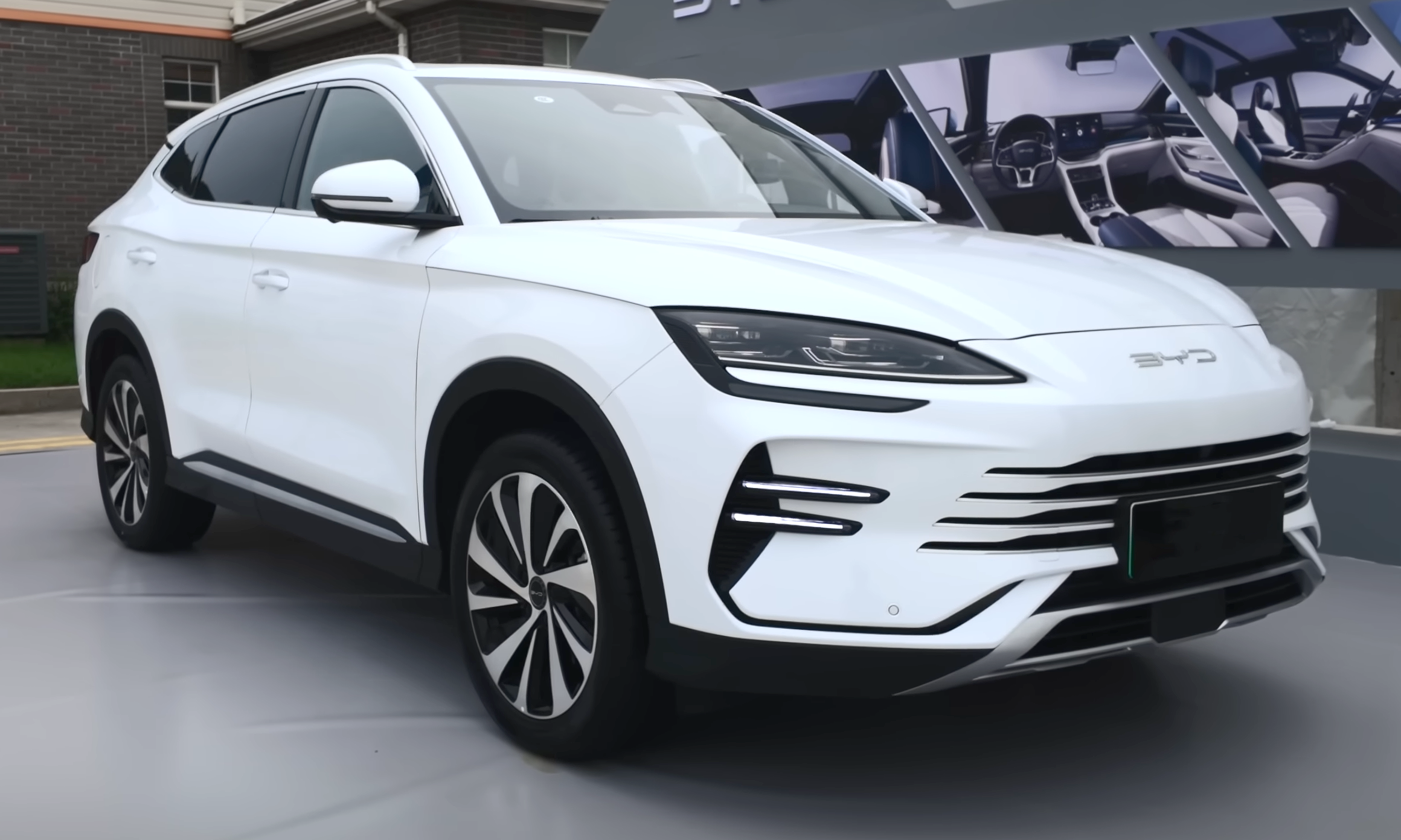
Byd Song Plus

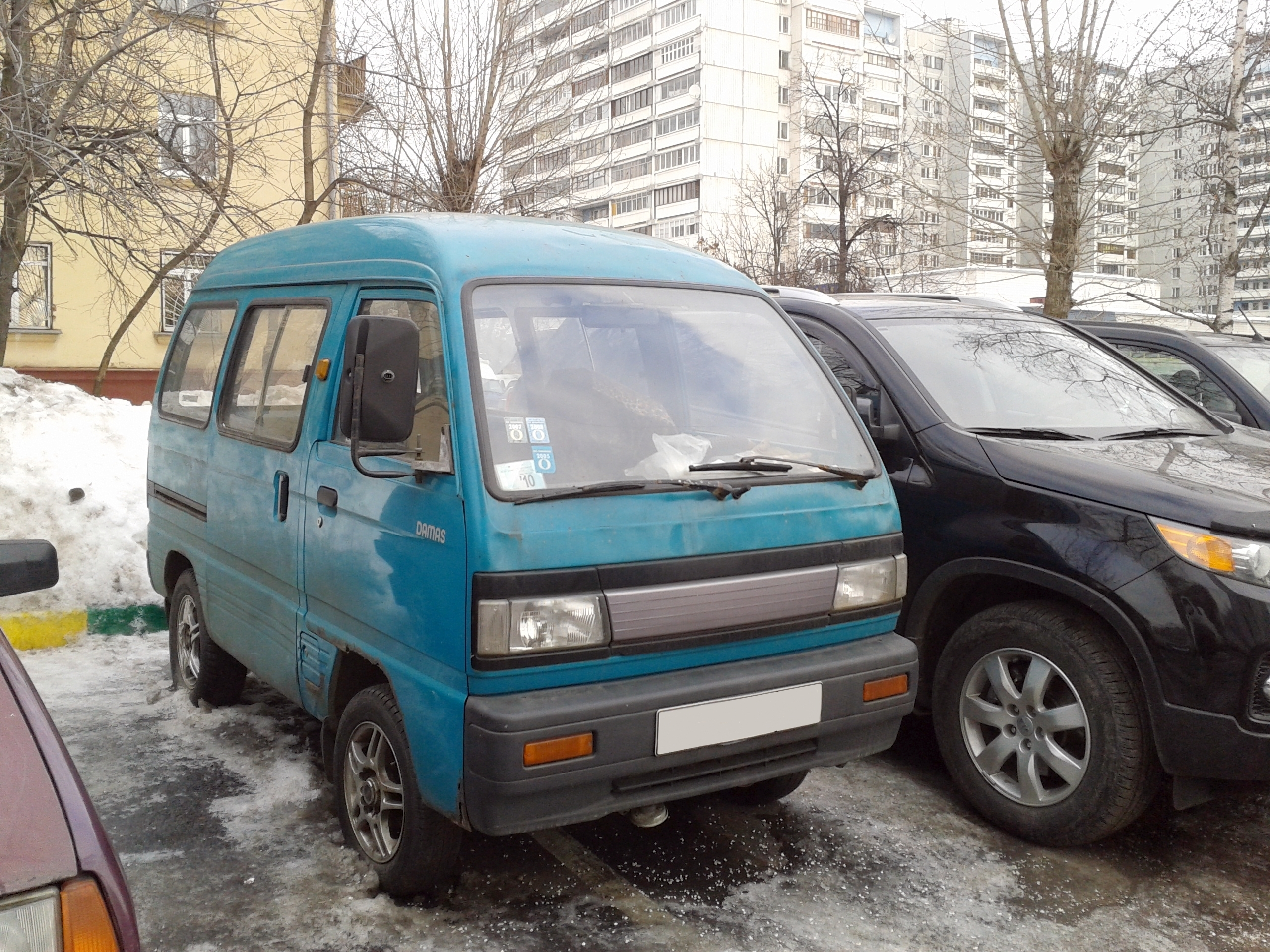
Chevrolet Damas (Daewoo Damas)
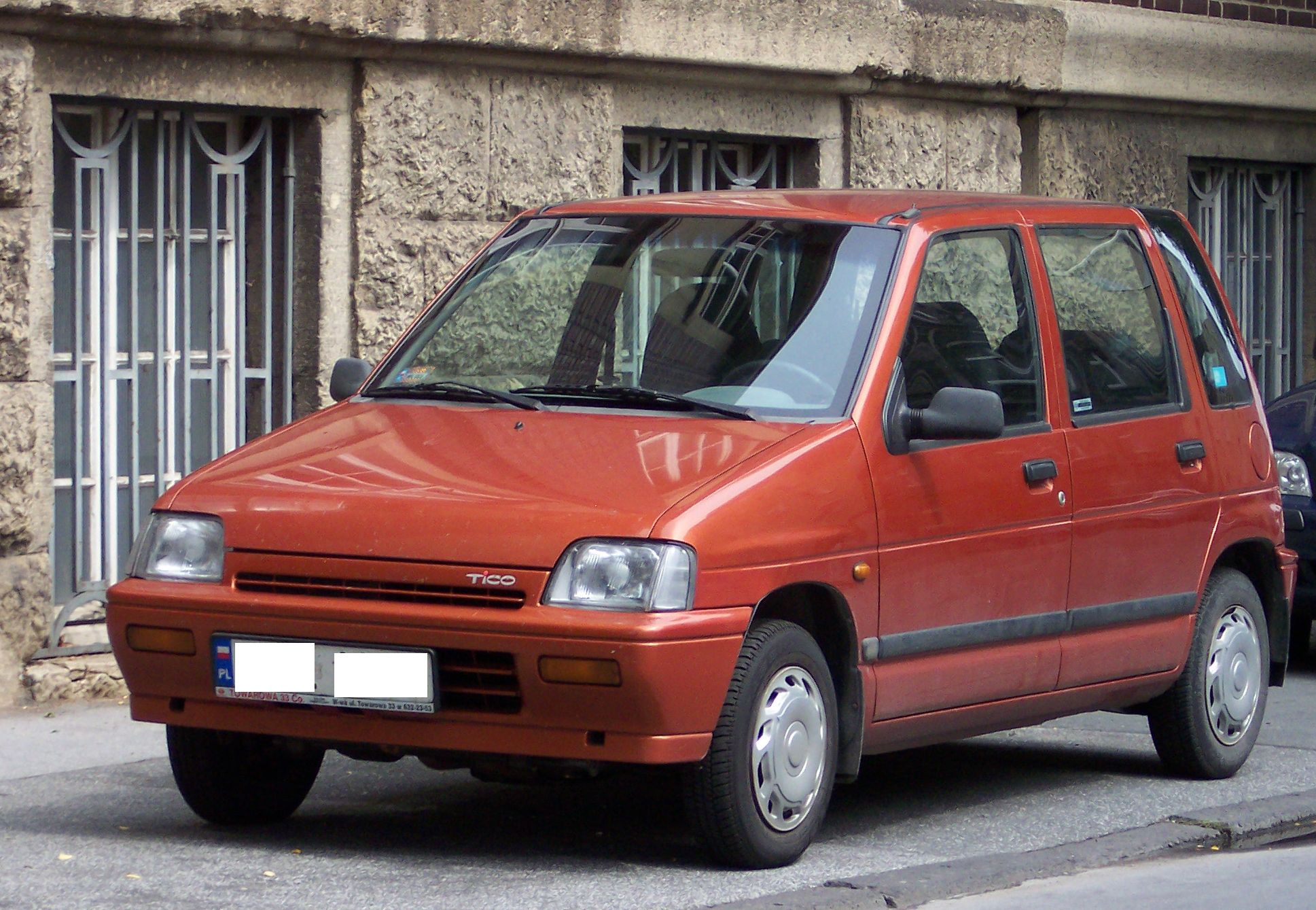
Daewoo Tico
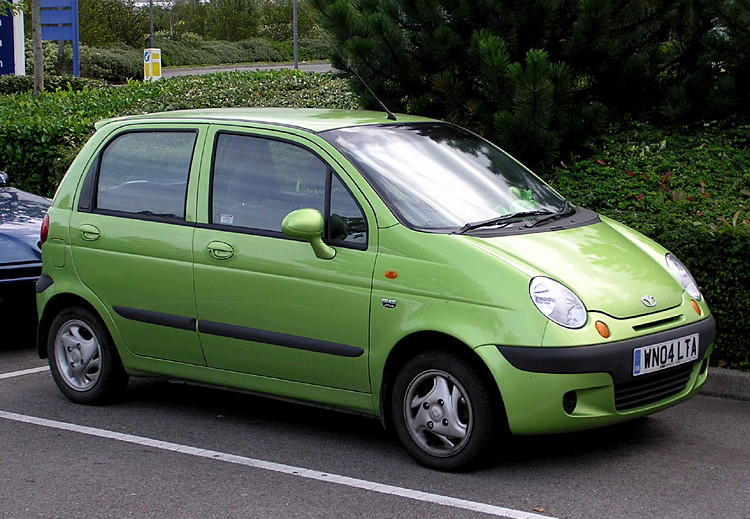
Ravon Matiz (Daewoo Matiz)
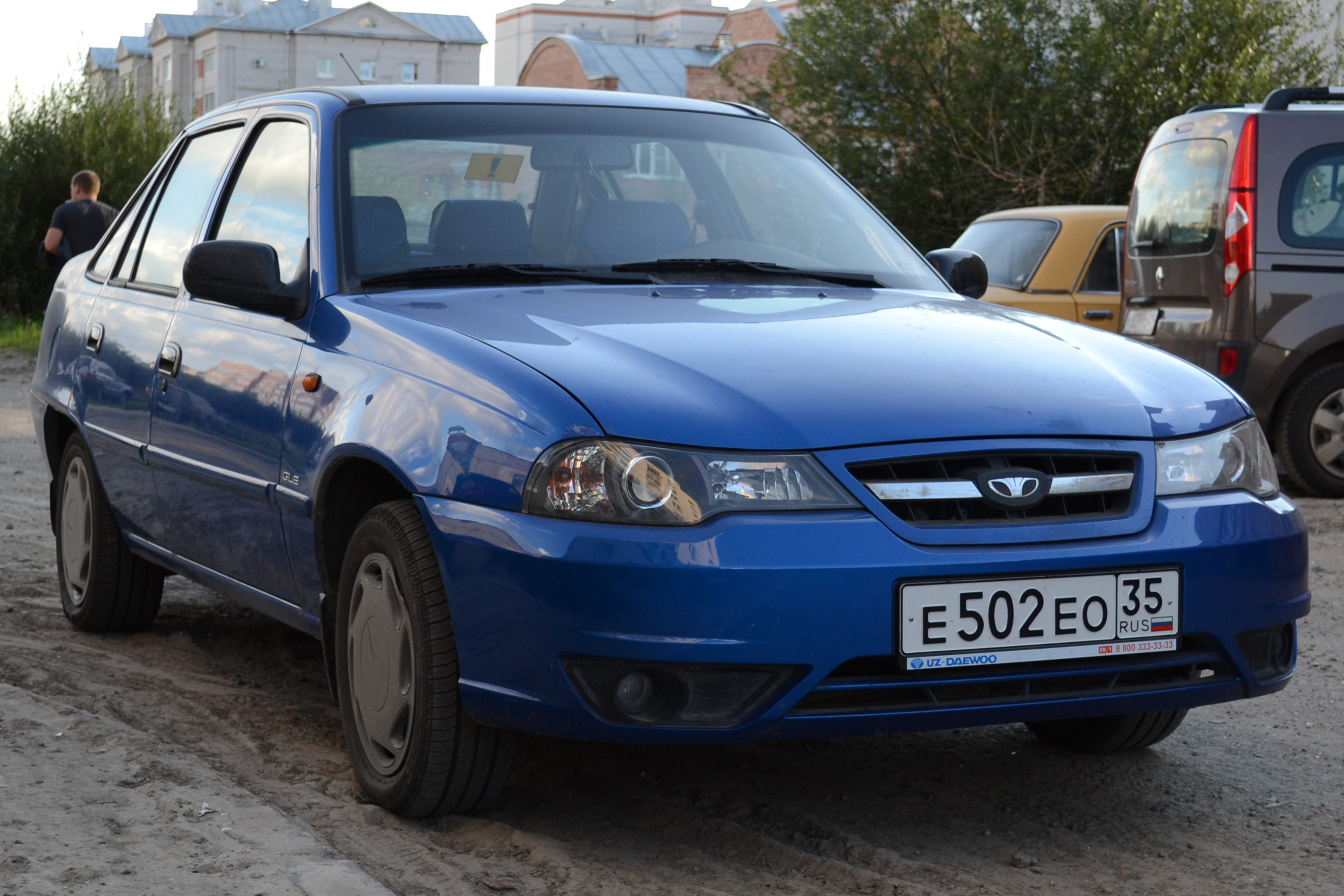
Daewoo/Chevroet Nexia II (Daewoo Nexia II)
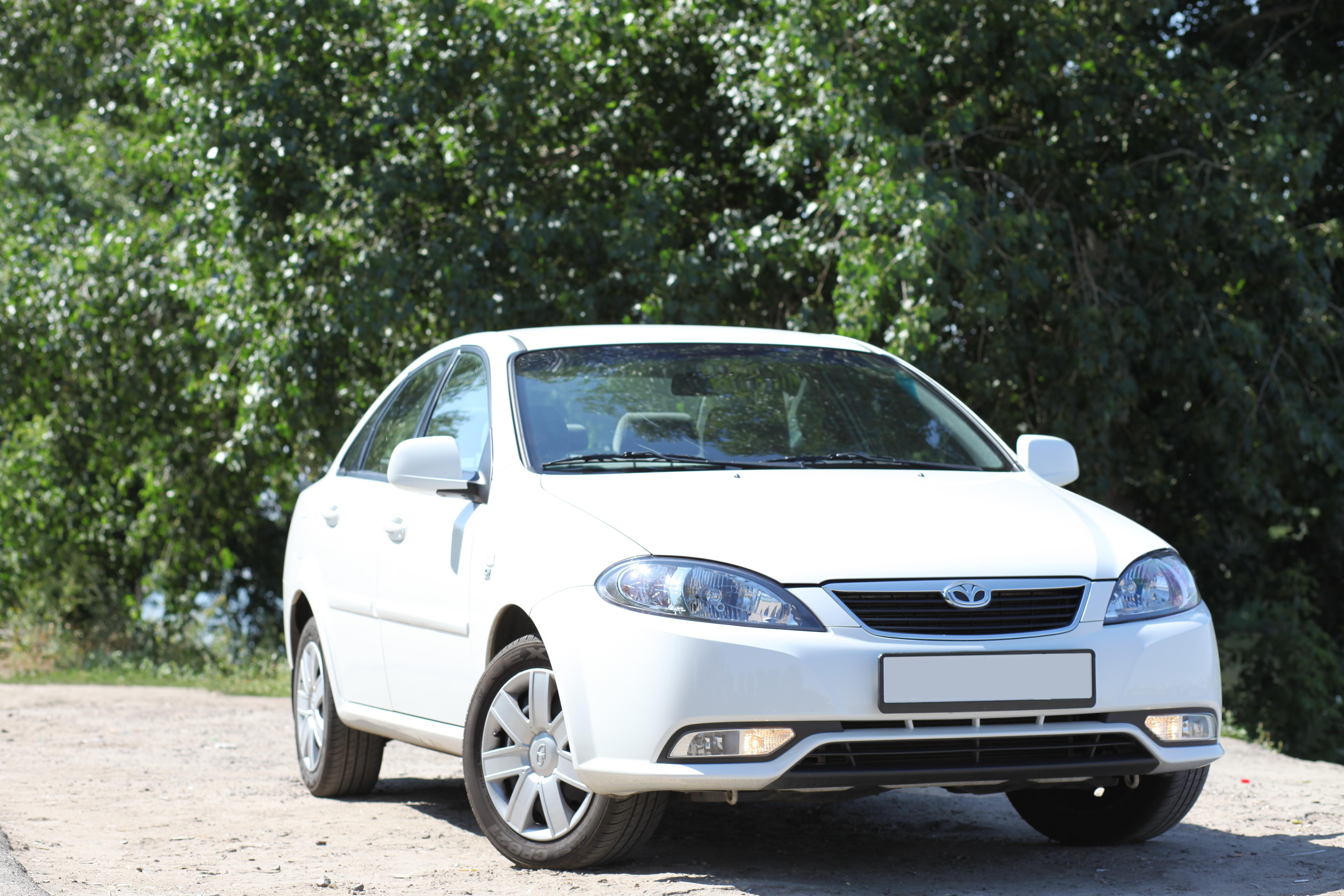
Ravon Gentra (Daewoo Gentra)
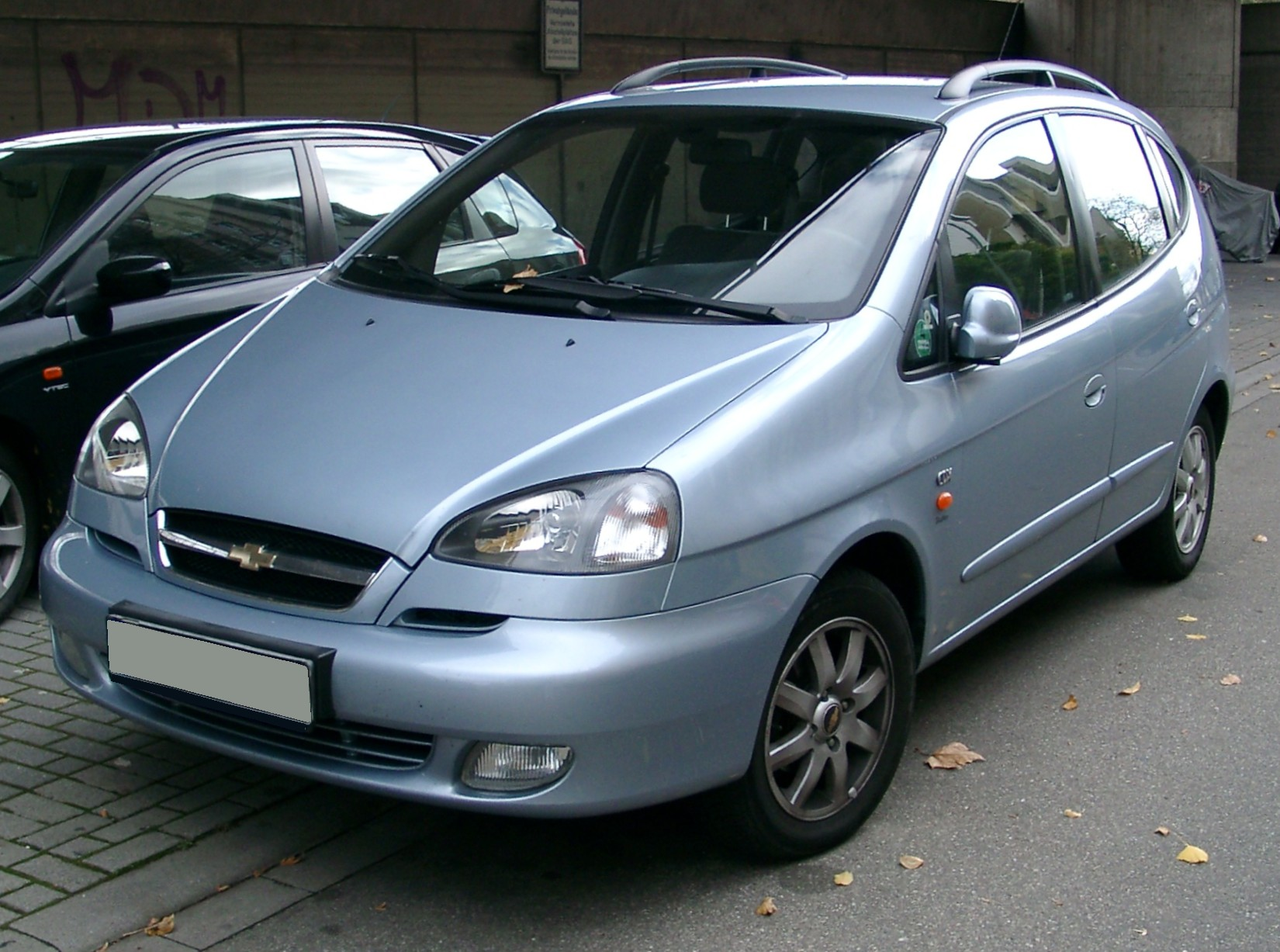
Chevrolet Tacuma
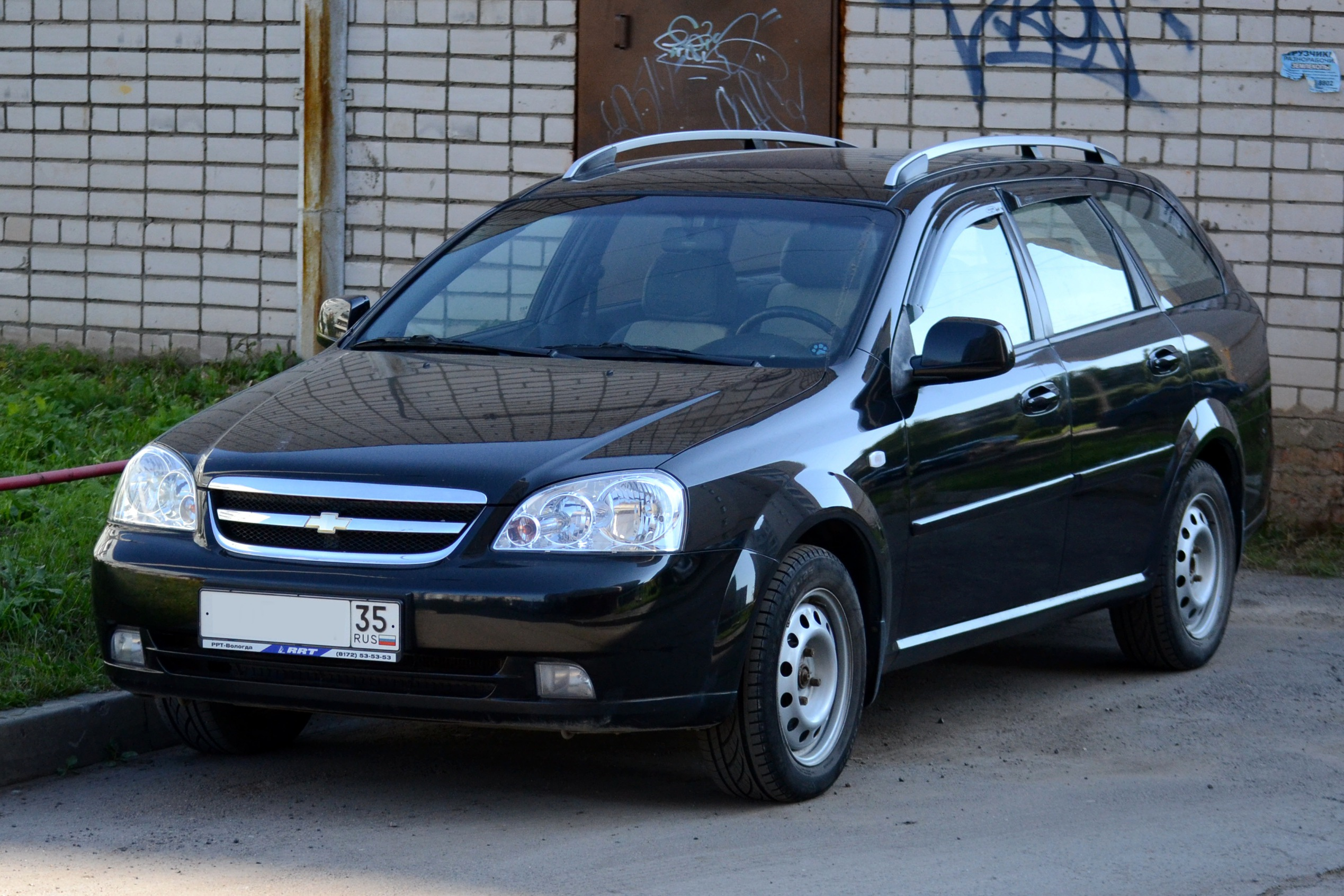
Chevrolet Lacetti
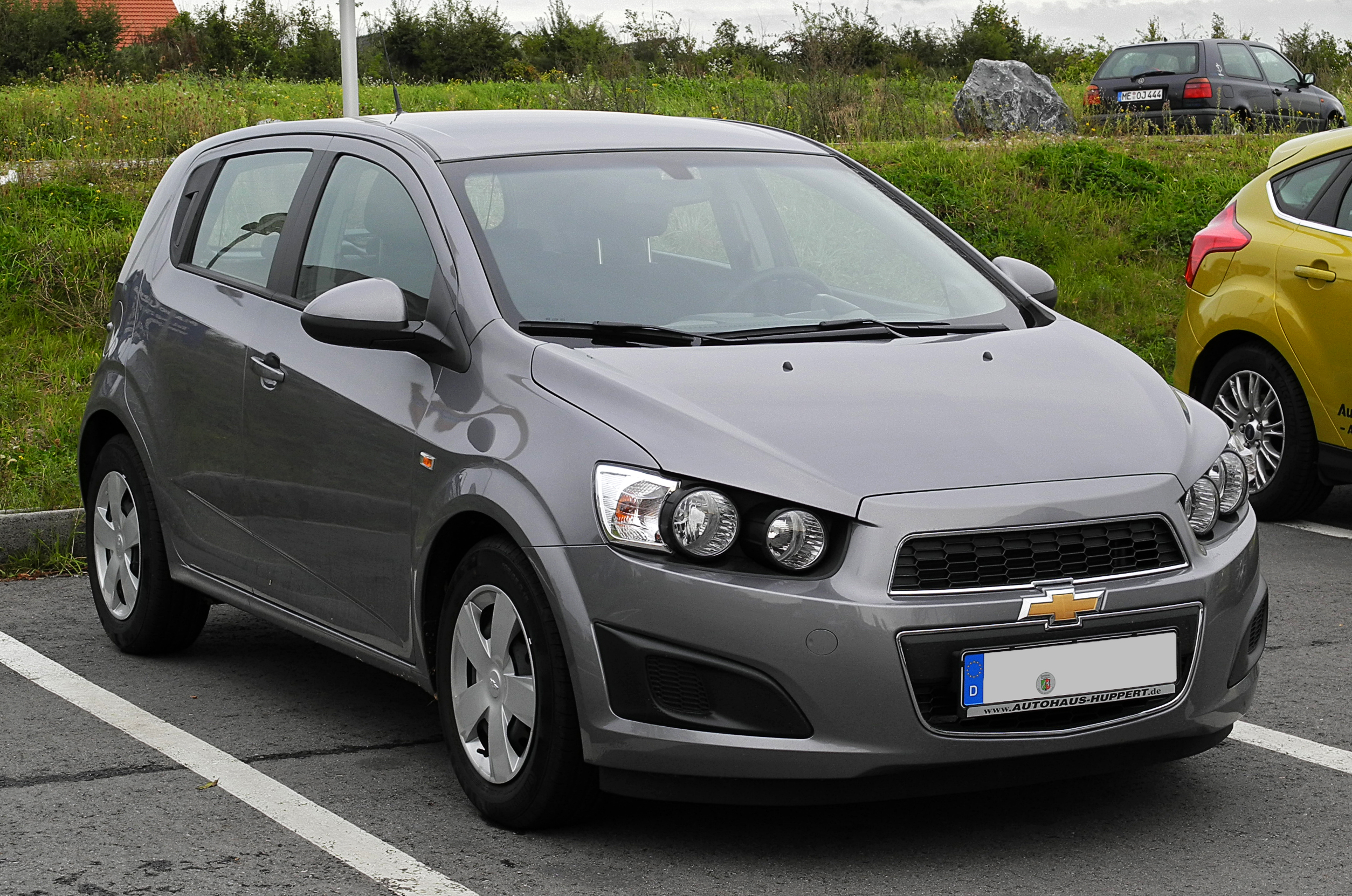
Ravon Nexia

- Byd Chazor
- Byd Song Plus

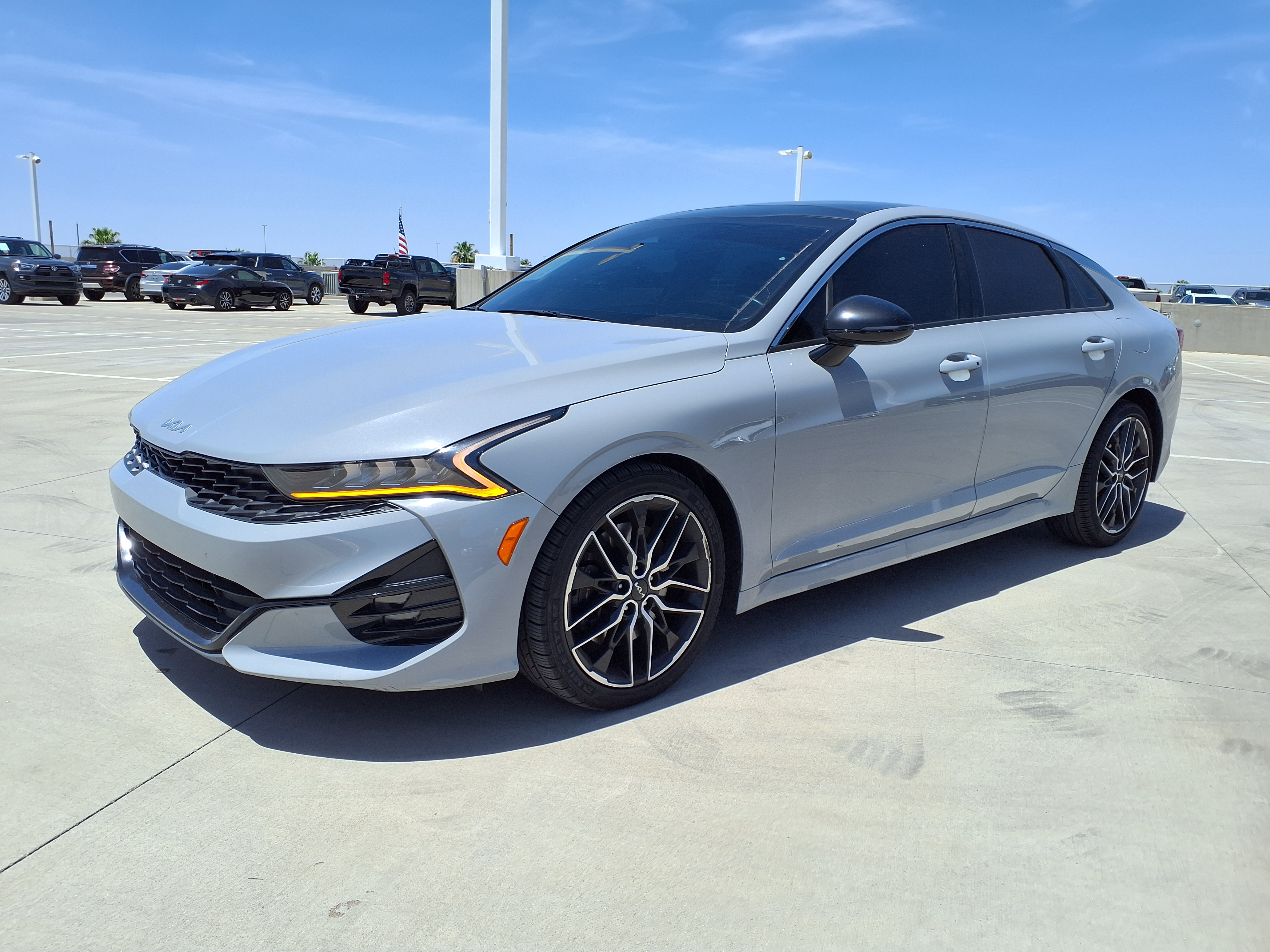
Kia K5
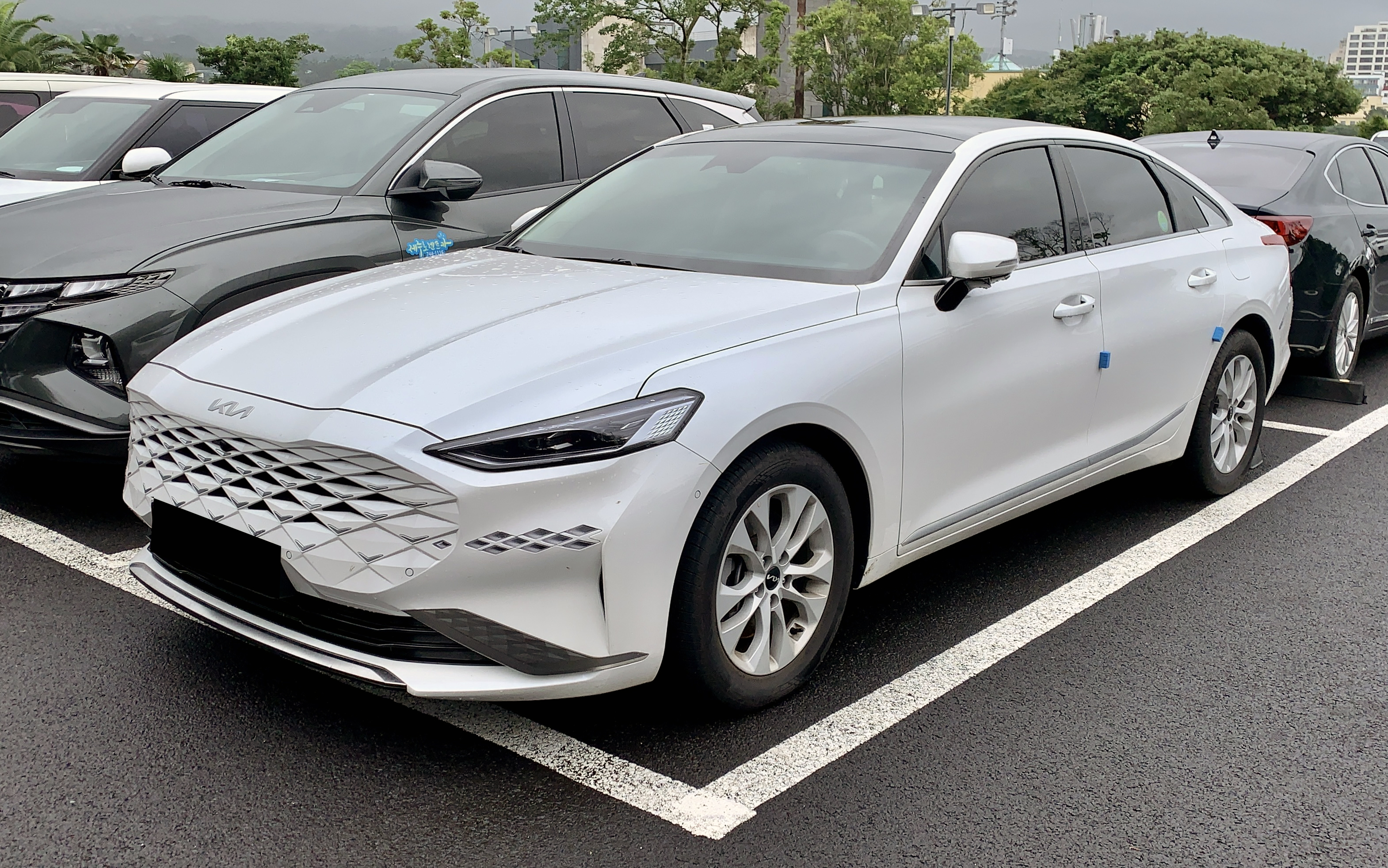
Kia K8
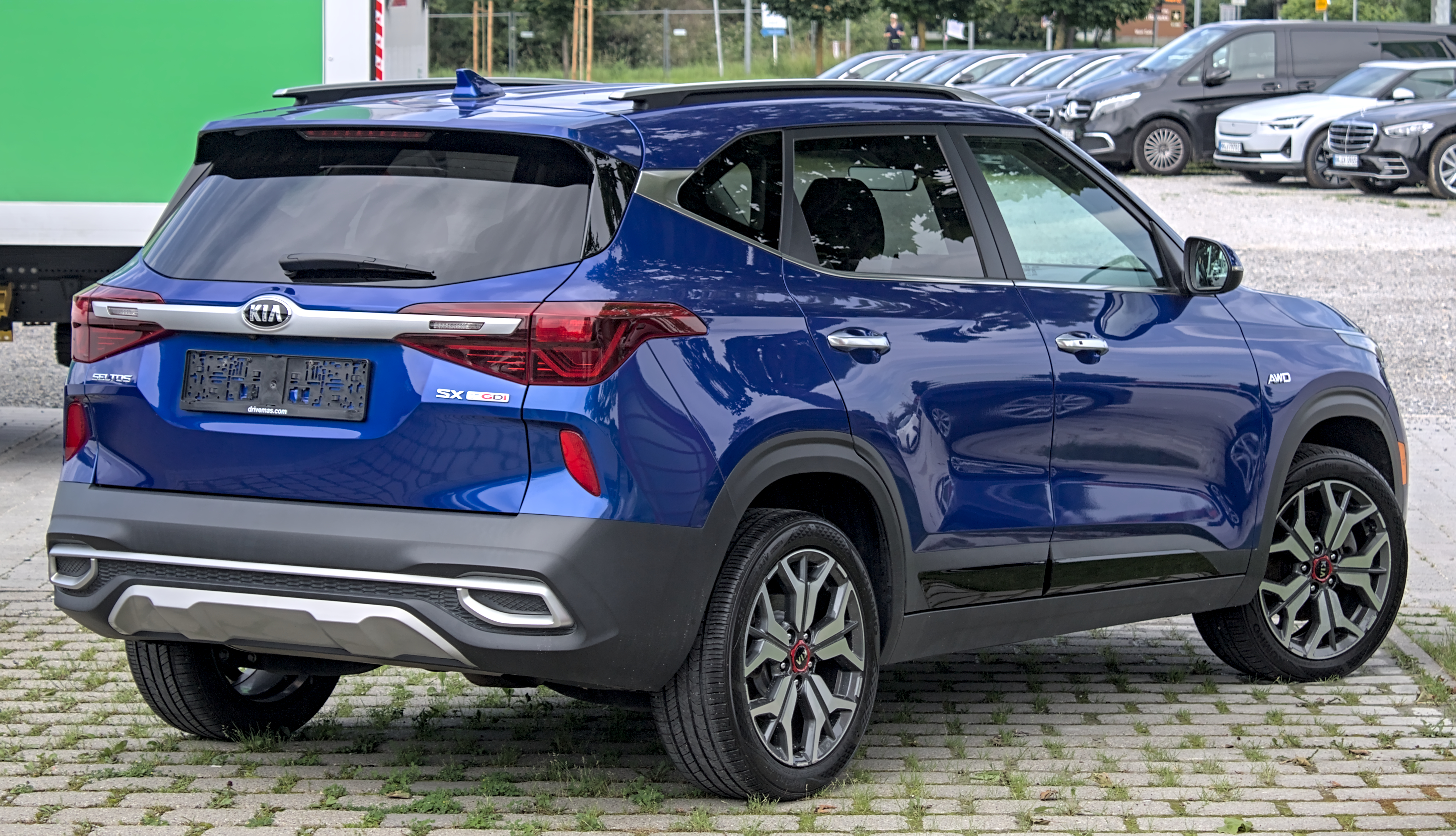
Kia Seltos
Kia Sonet
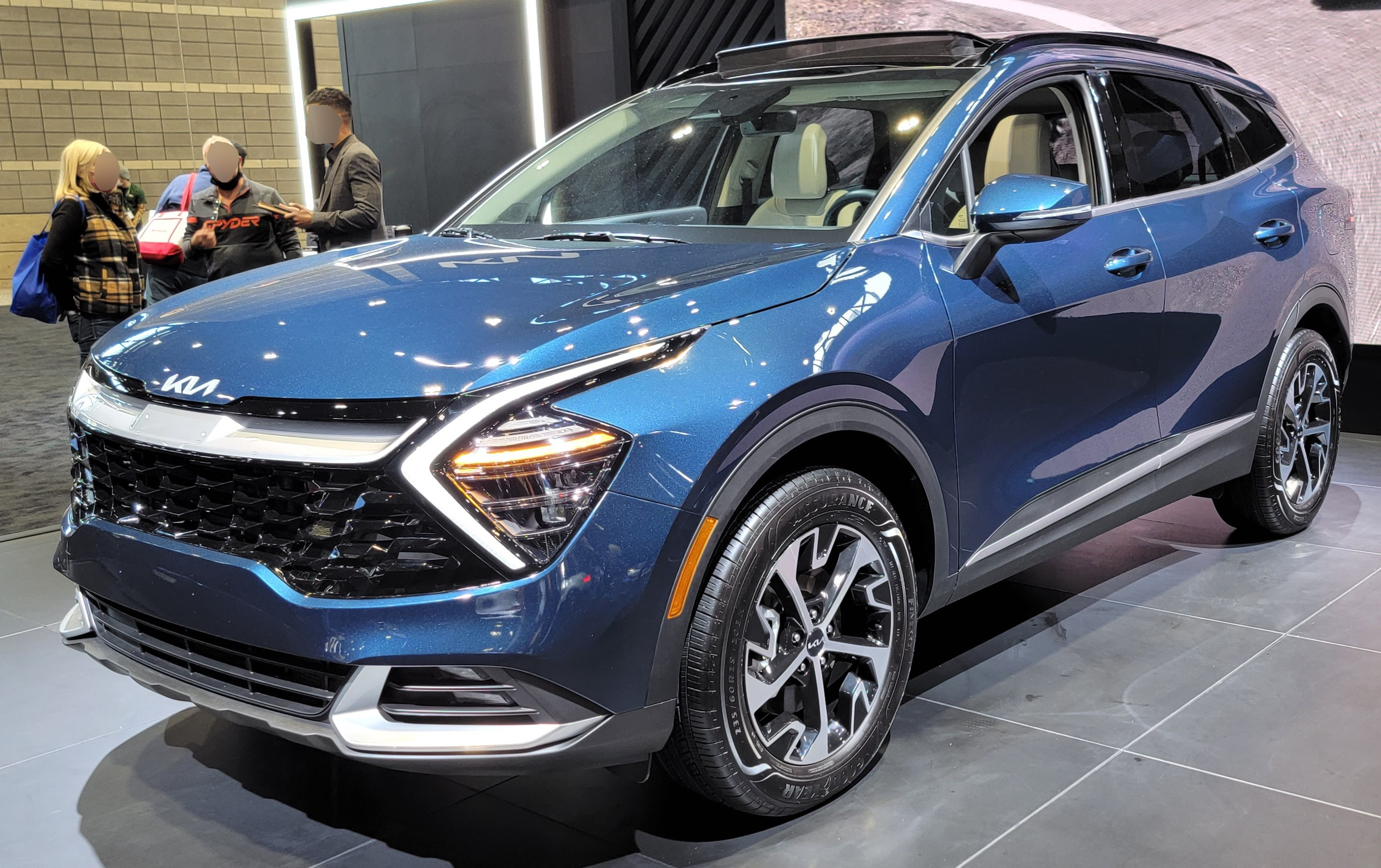
Kia Sportage

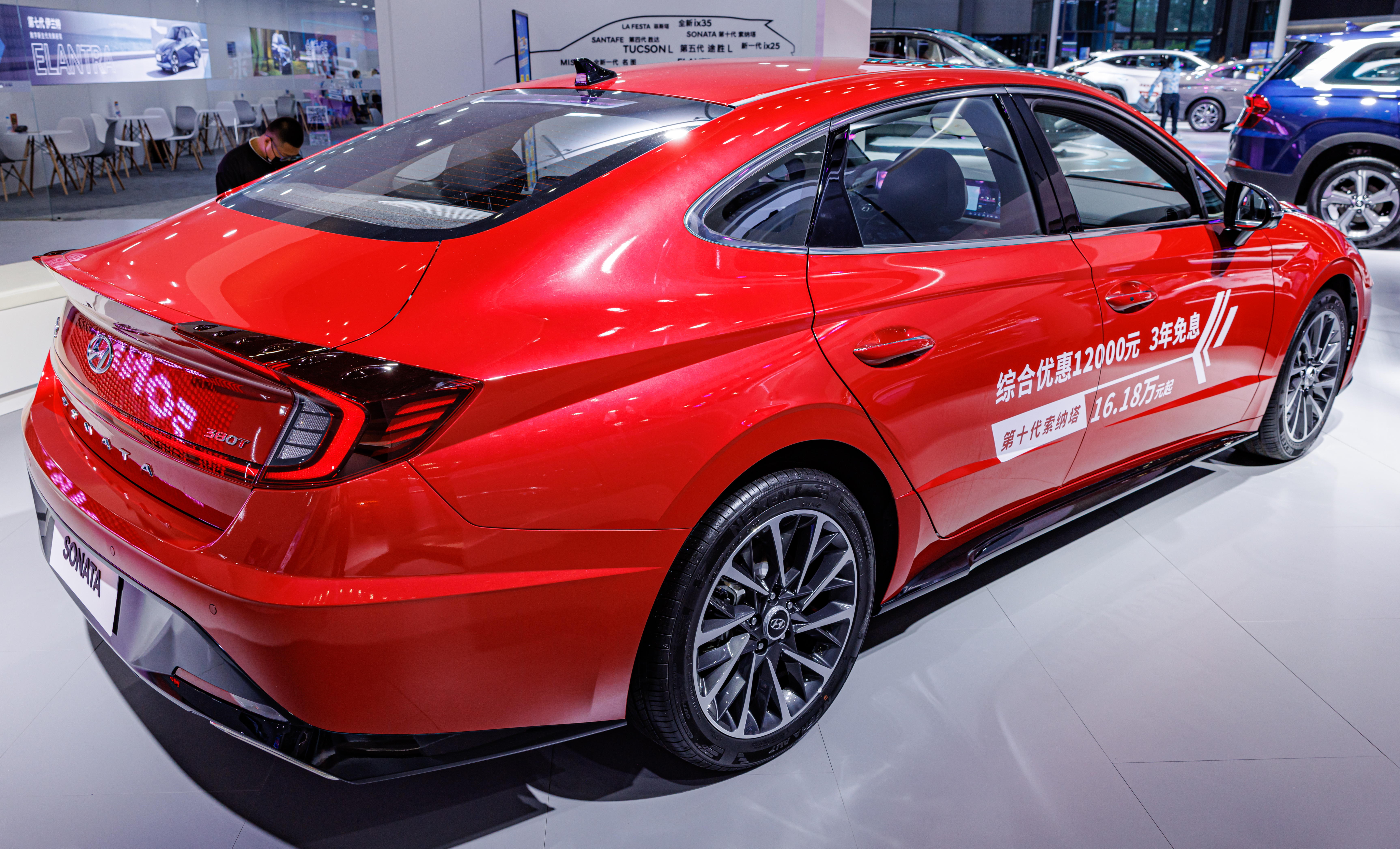
Hyundai Sonata
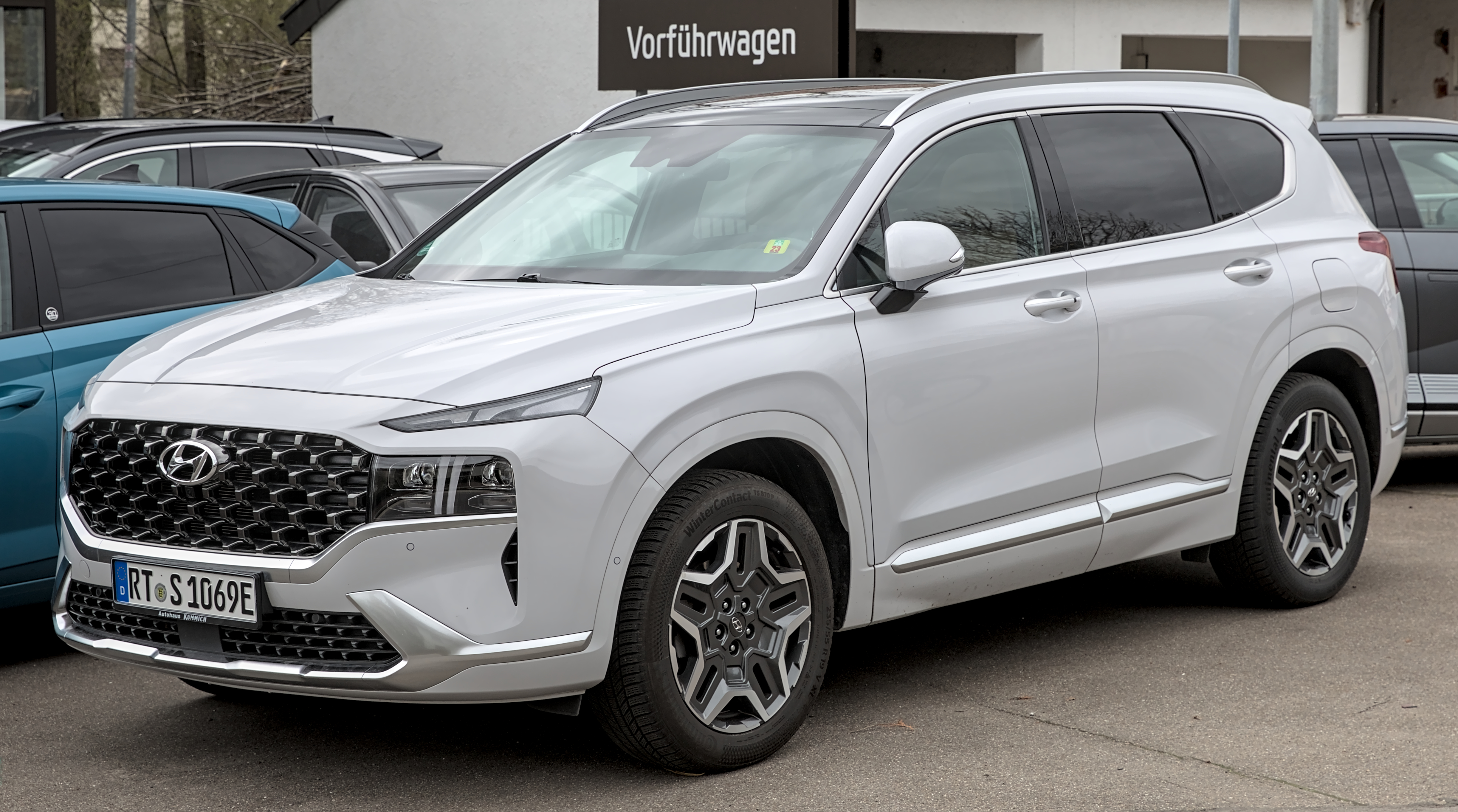
Hyundai Santa fe
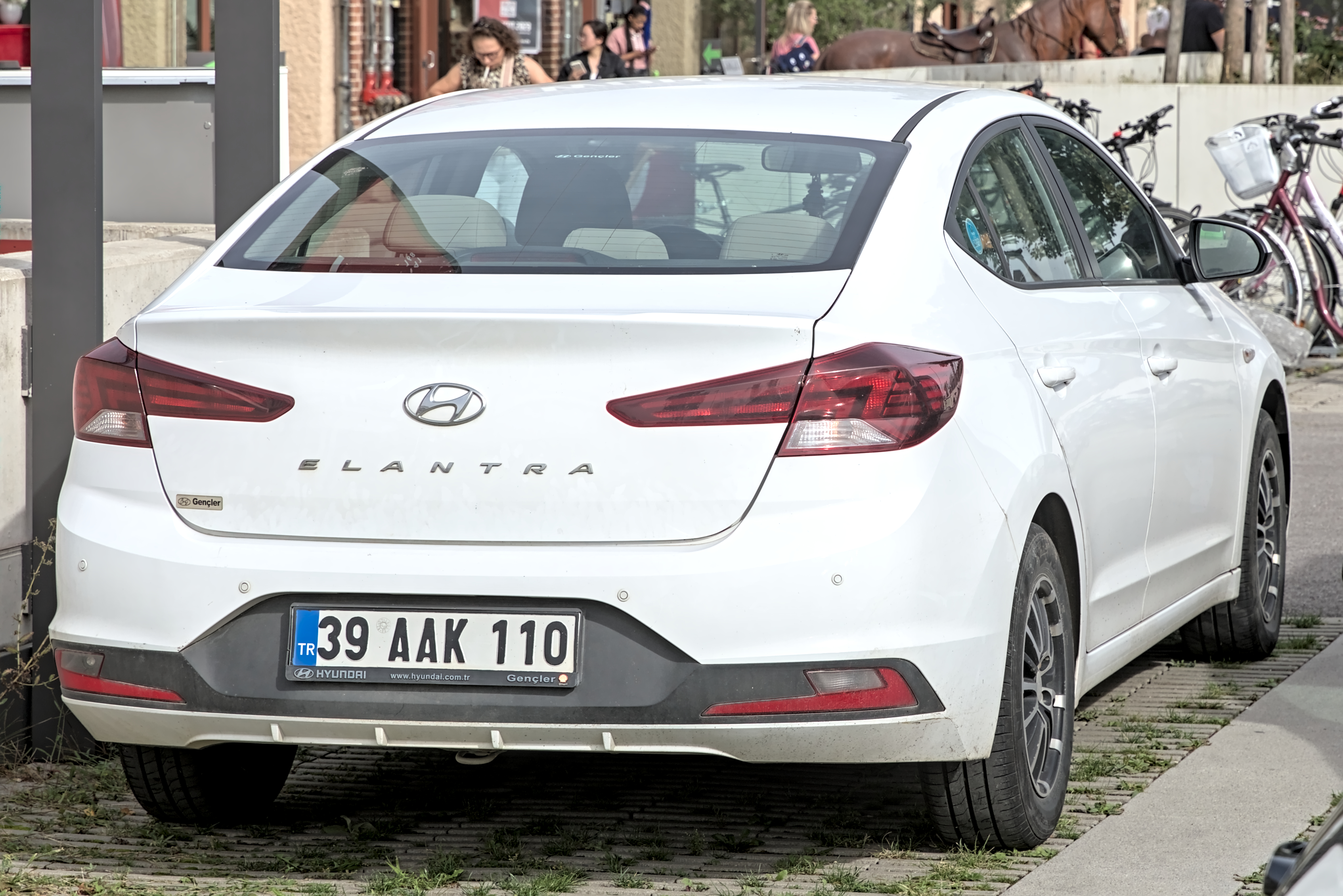
Hyundai Elantra
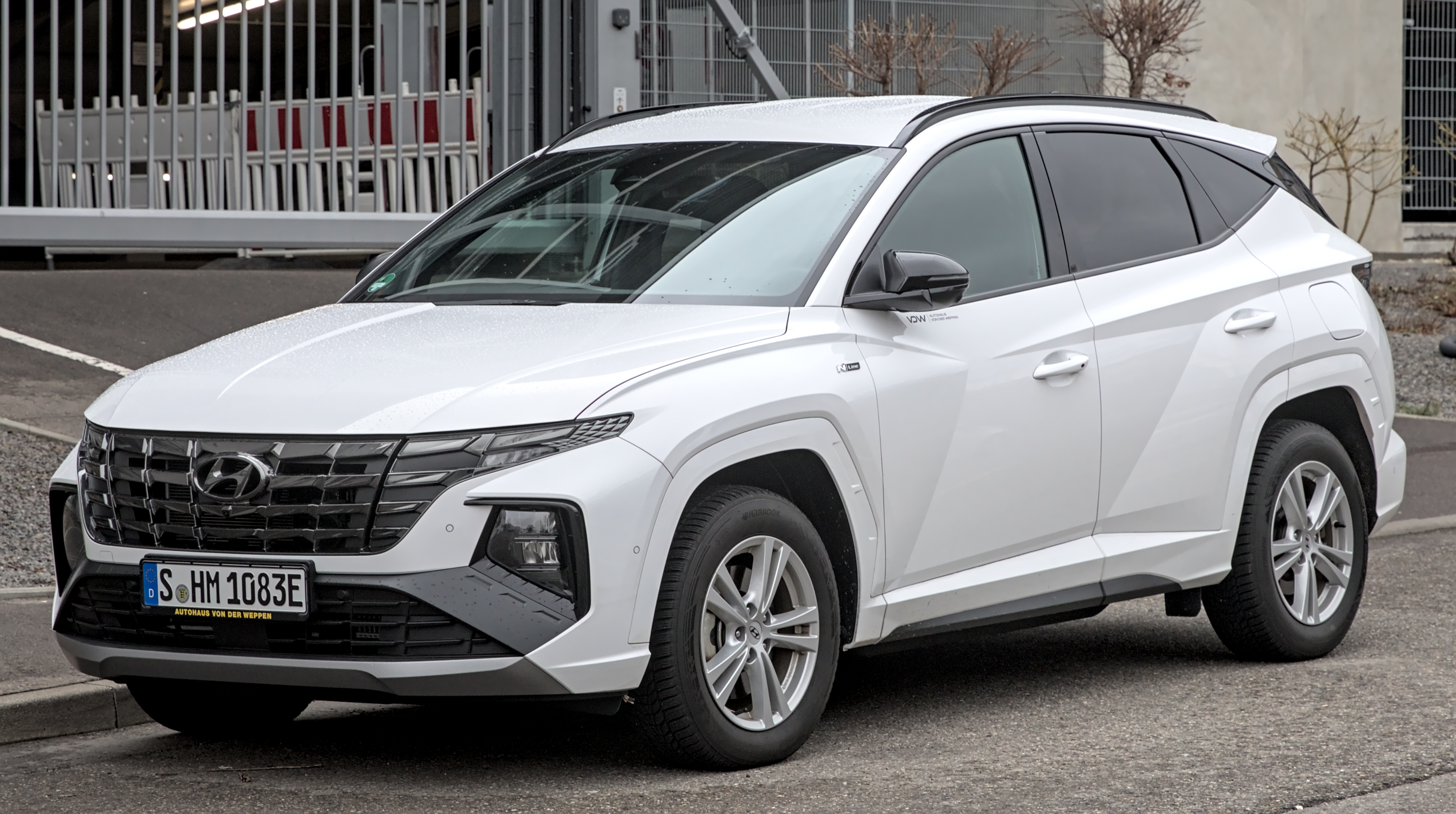
hyundai Tucson

## См. Также
- Экономика Узбекистана
- Автомобильная промышленность Казахстана